# نادي بلدروز
نادي بلدروز الرياضي هو فريق كرة قدم عراقي مقره في بلدروز، ديالى، يلعب في الدوري العراقي الدرجة الثانية.

## روابط خارجية
- نادي بلد روز على موقع Goalzz.com
- أندية العراق - تواريخ التأسيس